# Edmond Laguerre
Edmond Nicolas Laguerre (9 de abril de 1834, Bar-le-Duc - 14 de agosto de 1886), fue un matemático francés, conocido principalmente por la introducción de los polinomios que llevan su nombre.

## Biografía
Laguerre nació en 1836 en la localidad de Bar-le-Duc (departamento de Mosa). Comenzó sus estudios en la École Polytechnique (Promoción X1853). Permaneció en la carrera militar como oficial de artillería entre 1854 y 1864, pasando a ser posteriormente tutor de la École polytechnique.
Gracias al apoyo de Joseph Bertrand, obtuvo la cátedra de física matemática en el Colegio de Francia en 1883, y se convirtió en miembro de la Academia de Ciencias en 1885. 
Laguerre publicó más de 140 artículos sobre los diferentes aspectos de la geometría y del análisis. Sus obras completas fueron publicadas en diez volúmenes entre 1898 y 1905 por encargo de Charles Hermite, Henri Poincaré y Eugène Rouché.
Falleció en su localidad natal, Bar-le-Duc, en 1886, a los 52 años de edad.